# پرچم ارمنستان
پرچم ارمنستان، (به ارمنی: եռագույն؛ Erraguyn)، پرچمی افقی متشکل از سه رنگ که در بالا قرمز، آبی در وسط، و نارنجی در پایین است. این پرچم در ۲۴ اوت ۱۹۹۰ به تصویب رسیده است.

## جستارهای ویژه
- فهرست پرچم‌های ارمنستان
- فهرست مقالات مرتبط با ارمنستان